# John E. Weeks

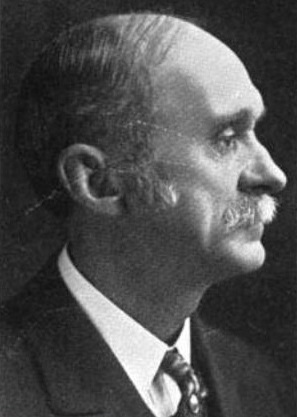
John E. Weeks

John Eliakim Weeks (* 14. Juni 1853 in Salisbury, Vermont; † 10. September 1949 in Middlebury, Vermont) war ein US-amerikanischer Politiker der Republikanischen Partei.

## Werdegang
Nach dem Besuch der Grundschule und der High School war Weeks ab 1882 zunächst im Bankgewerbe beschäftigt. Von 1884 bis 1886 war er Beisitzer am Gericht von Addison County; von 1902 bis 1904 war er erneut in dieser Funktion tätig.
1888 wurde er erstmals in das Repräsentantenhaus von Vermont gewählt; 1896 zog er in den Staatssenat ein. Weitere Amtsperioden im Repräsentantenhaus folgten 1912 und 1915; in der letzten der drei Amtszeiten war er der Speaker der Parlamentskammer.
Nachdem er von 1923 bis 1926 das Amt des Beauftragten für die öffentliche Wohlfahrt ausgeübt hatte, wurde er 1926 zum Gouverneur von Vermont gewählt. Dies blieb er bis 1931, ehe er für den ersten Wahldistrikt von Vermont ins US-Repräsentantenhaus einzog. 1932 stellte er sich nicht zur Wiederwahl, so dass seine Zeit im Kongress am 3. März 1933 endete. Danach kehrte er ins Bankgeschäft zurück.